# کازو آبه
کازو آبه (انگلیسی: Kazuo Abe؛ زادهٔ ۷ آوریل ۱۹۳۵) کشتی‌گیر اهل ژاپن است که در بازی‌های المپیک تابستانی ۱۹۶۰، رم شرکت کرد. 
او سابقه حضور در بازی‌های آسیایی ۱۹۶۲ در جاکارتا، اندونزی در وزن ۷۰ کیلوگرم آزاد و  بازی های آسیایی ۱۹۵۸ در توکیو در وزن ۶۷ کیلوگرم آزاد را نیز در کارنامه ورزشی خود دارد. 